# Keith Edwards
Keith Edwards (né le 16 juillet 1957 à Stockton-on-Tees dans le comté de Durham) est un footballeur anglais, qui évoluait au poste d'attaquant.

## Biographie
Keith Edwards joue en Angleterre et en Écosse. Il évolue principalement avec les clubs de Sheffield United et Hull City.
Il termine meilleur buteur du Championship (D2 anglaise) lors de la saison 1988-1989.

## Palmarès
| Sheffield United - Championnat d'Angleterre D4 (1) : - Champion : 1981-82. |  | Aberdeen - Coupe de la Ligue écossaise : - Finaliste : 1987-88. |  | Hull City - Championnat d'Angleterre D2 : - Meilleur buteur : 1988-89 (26 buts). |